# Ісідро Лангара
Ісідро Лангара Галаррага (ісп. Isidro Lángara Galarraga; нар.25 травня 1912, Пасая — пом.21 серпня 1992, Андоайн) — іспанський футболіст та тренер. За національністю баск. Форвард таранного типу. Один з найкращих гравців світового футболу довоєнного періоду. Ісідро Лангара — єдиний у світі футболіст, який граючи в національних чемпіонатах трьох різних країн, у кожному забивав понад 100 голів.

## Футбольна кар'єра в Іспанії
Ісідро Лангара народився в Пасаї поблизу Сан-Себастьяна. У футбол почав грати в шкільній команді «Більдур Гучі». Після школи пішов працювати учнем токаря. У 1928 році, перебуваючи в Сан-Себастьяні, запропонував свої послуги місцевому клубові «Есперанс». Команда грала у другому дивізіоні чемпіонату провінції Гіпускоа. У вісімнадцять років пішов на військову службу, грав за армійську команду третьої іспанської ліги «Толоса». Після демобілізації отримав запрошення до «Реал Ов'єдо». У Сегунді провів три роки. Маючи в своєму складі такого форварда команда постійно прогресувала: 8-е, 2-е та 1-е місце. 24 квітня 1932 провів перший матч за збірну Іспанії та забив один з голів у ворота югославів (перемога 2:1). Дебют у Прімері виявився вдалим: команда посідає шосте місце, а Лангара — найвлучніший гравець чемпіонату. Після дворічної перерви його запрошують до національної збірної. У двох відбіркових матчах на чемпіонат світу, з португальцями, Лангара забиває сім м'ячів.
На чемпіонат світу збірна Іспанії їде як один з фаворитів. У першому матчі перемога над Бразилією (3:1), Лангара забиває два м'ячі. У наступному раунді жереб звів іспанців з господарями змагання. Перший матч закінчився внічию (1:1), на 85-й хвилині арбітр не зарахував «чистий» гол Ісідро. У цьому матчі сім гравців іспанської збірної отримали травми (включаючи і Лангару) і не змогли наступного дня вийти на додаткову гру (перемога Італії 1:0). Після чемпіонату світу має постійне місце в основному складі збірної. Всього на його рахунку 12 матчів та 17 забитих м'ячів.
В сезонах 1934/35, 1935/36 «Реал Ов'єдо» посідає треті місця в Прімері, а Лангара — найкращий бомбардир чемпіонатів.

## «Країна Басків»
У липні 1936 року почалася громадянська війна. Лангара пішов до республіканської армії, брав участь у бойових діях. За мужність та героїзм отримав прізвисько «Червоний Лангара». Демократичний уряд не мав достатньо коштів для забезпечення сімей загиблих воїнів. Щоб якось покращити цю ситуацію, у квітні 1937 року, гравець збірної Іспанії та мадридського «Реала» Луїс Регейро запропонував створити команду з баських футболістів. Її назвали «Еускаді» (в перекладі з баської «Країна Басків»). Шість гравці (Леонардо Сілауррен, Хосе Мугерса, Луїс Регейро, Ісідро Лангара, Хосе Ірарагоррі, Гільєрмо Горостіса) брали участь в чемпіонаті світу, а тренер команди Педро Вальяно — капітан іспанської збірної на Олімпіаді-1924. Своє турне по Європі баски розпочали з Франції. Перемоги над «Расингом» (Париж), «Олімпіком» (Марсель) та нічия з «Тулузою». В Чехословаччині «Країна Басків» двічі поступилася збірній Праги, а в Польщі перемогла збірну Сілезії.

### Баски в СРСР
До Радянського Союзу баскська делегація приїхала 15 червня. У Москві Лангара дізнався, що вдома загинули його батьки. В СРСР команда провела дев'ять матчів.
- 24 червня «Локомотив» (Москва) — «Країна Басків» 1:5. У ворота володаря кубка Лангара забив два м'ячі.
- 27 червня «Динамо» (Москва) — «Країна Басків» 1:2. Лангара зрівняв рахунок на 41 хв. Після матчу баски високо оцінили гру «динамівців». Поєдинок сподобався глядачам та отримав високі відгуки у пресі.

|                                      | Варто на секунду залишити відкритим Лангару, як цей, на перший погляд неповороткий чоловік, блискавично розпоряджався м'ячем. Він завдав потужного удару, і м'яч, як гарматне ядро, влетів у верхній кут воріт. А бив він здалеку - за меж штрафного майданчика. |
| — Андрій Старостін «Баски, 1937 рік» | |

- 30 червня Збірна Ленінграда — «Країна Басків» 2:2. Зрівняв рахунок на 75 хв.
- 5 липня «Динамо» (Москва) — «Країна Басків» 4:7. Московський клуб на другий матч поповнив свій склад одноклубниками з Ленінграду та Тбілісі. По ходу зустрічі піренейські футболісти вигравали 4:0. «Динамо» зрівняло рахунок на 55 хв. Лангара забив п'ятий та шостий м'ячі своєї команди.
- 8 липня «Спартак» (Москва) — «Країна Басків» 6:2. «Спартак» зміцнив свої ряди київськими «динамівцями» Шиловським і Щегоцьким, Федотовим («Металург» Москва), Малинініним (ЦСКА) та Теренковим («Локомотив»). Арбітром матчу був призначений працівник клубу Космачьов, який мав забезпечити перемогу своїй команді. Виснажені війною баски проводили п'ятий матч за п'ятнадцять днів. Перший тайм пройшов у рівній боротьбі (2:2). Лангара відзначився на 17 хв. У ворота гостей на 57 хв. був призначений необґрунтований пенальті, «Країна Басків» залишила футбольне поле. Лише після втручання Молотова зустріч, з перервою на сорок хвилин, продовжилася. У переможців два голи забив Віктор Шиловський.
- 15 липня «Динамо» (Київ) — «Країна Басків» 1:3.

|                     | Побачивши мене, Регейро вигукнув:" «Спартак»! «Спартак»!" Я відповів йому: "«Динамо» (Київ) - капітан!" І ми дружно розсміялися . |
| — Віктор Шиловський | |

Після останніх подій у Москві з гостей лише воротар Грегоріо Бласко та Ісідро Лангара грали в повну силу. Останній і забив всі три м'ячі своєї команди. У «динамівців» відзначився Віктор Шиловський.
- 24 липня «Динамо» (Тбілісі) — «Країна Басків» 0:2. Грузія гостинно зустріла гостей. Для тренувань надали центральний стадіон, травмованих гравців влаштували до санаторію. На 35 хв. Ісідро Лангара відкрив рахунок у матчу.
- 30 липня Збірна Грузії — «Країна Басків» 1:3. З басками знову грали «динамівці». Лише на 83 хв. на поле вийшов гравець з іншого клубу. У Лангари один забитий м'яч.
- 8 серпня «Динамо» (Мінськ) — «Країна Басків» 1:6. Білоруські футболісти значно поступалися у класі. На рахунку Лангари «хет-трик».

В дев'яти матчах проти радянських команд Лангара забив 15 голів.

### Завершення турне
Баски вирушили до Франції через Скандинавію, де виграли три матчі. У Гаврі сіли на пароплав, і транзитом через Кубу, припривли до Мексики. У Мексиці «Країна Басків» зіграла 20 матчів, а Лангара забив 20 голів з 73 командних. Після невдалої спроби продовжити турне по країнах Південної Америки, піренейські футболісти повернули до Мехіко. У Мексиці команда взяла участь в чемпіонаті країни.

## Футбольна кар'єра в Латинській Америці
«Еускаді» тривалий час лідирувала а чемпіонаті, але гравці почали отримувати вигідні пропозиції від професійних клубів Аргентини. Лангара та Анхель Субієта поїхали до «Сан-Лоренсо». Чемпіонат 1939 року аргентинський клуб розпочав слабо. Після 9 турів команда розташувалася на 12 місці. Лангара дебютував у десятому турі проти «Рівер Плейта», у першому таймі вразив ворота суперника чотири рази. Після цього матчу він став «ідолом» місцевих вболівальників. «Сан-Лоренсо» завершило чемпіонат на шостій позиції, а він забив 34 голи у 25 матчах. В наступному сезоні Лангара — найкращий бомбардир чемпіонату Аргентини. В 1941 році команда лідирувала в чемпіонаті, але на фініші зазнала кілька прикрих поразок, і зайняла друге місце. В наступному сезоні «Сан-Лоренсо» знову віце-чемпіон. Лангара забиває майже в кожному матчі. У 1943 році в Мексиці організували професійну футбольну лігу. Найтитулованіший клуб аматорської епохи — «Реал Еспанья» запросив до себе Лангару. В Мексиці він виграв чемпіонат і кубок країни, двічі — найвлучніший футболіст вищого дивізіону.

## Повернення до Іспанії
В 1946 році Франко дозволив повернутися в країну тим республіканцям, які не робили публічних заяв поти режиму. Ісідро Лангара повертається на батьківщину. Проводить гарний сезон в «Реал Ов'єдо», отримує виклик до збірної, але матч зі збірною Угорщини несподівано відмінили. В чемпіонаті 1947/48 отримав тяжку травму, зіграв лише 9 матчів і завершив кар'єру футболіста.
Враховуючи товариські зустрічі, за свою футбольну кар'єру забив понад 900 голів.
В 50-х роках Лангара тренував клуби з Чилі, Мексики та Аргентини. Згодом займався ресторанним бізнесом у Мехіко. Останні роки свого життя провів у Іспанії.

## Титули та досягнення

### Футболіст

#### Іспанія
- Третій призер (2): 1935, 1936
- Найкращий бомбардир чемпіонату (3): 1934(27), 1935(26), 1936(27)
- Чемпіон Сегунди (1): 1933
- Віце-чемпіон Сегунди (1): 1932
- Найкращий бомбардир Сегунди (1): 1933(24)

#### Аргентина
- Віце-чемпіон (2): 1941, 1942
- Найкращий бомбардир чемпіонату (1): 1940(33)

#### Мексика
- Чемпіон (1): 1945
- Віце-чемпіон (2): 1939, 1944
- Володар кубка (1): 1944
- Володар суперкубка (2): 1944, 1945
- Найкращий бомбардир чемпіонату (2): 1944(28), 1946(40)

#### Рейтинги
- 29-є місце в рейтингу IFFHS «Найкращі бомбардири національних чемпіонатів світу»: 336 голів.[3]

### Наставник

#### Чилі
- Чемпіон (1): 1951
- Віце-чемпіон (1): 1950

#### Мексика
- Володар кубка (1): 1953
- Третій призер (1): 1954

## Статистика
| Клуб              | Сезон             | Чемпіонат         | Чемпіонат | Чемпіонат | Кубок | Кубок | Турніри | Турніри | Всього | Всього |
| Клуб              | Сезон             | Ліга              | Матчі     | Голи      | Матчі | Голи  | Матчі   | Голи    | Матчі  | Голи   |
| ----------------- | ----------------- | ----------------- | --------- | --------- | ----- | ----- | ------- | ------- | ------ | ------ |
| «Реал Ов'єдо»     | 1930/31           | D-2               | 18        | 15        | -     | -     | -       | -       | 18     | 15     |
| «Реал Ов'єдо»     | 1931/32           | D-2               | 16        | 22        | 3     | 2     | 10      | 14      | 29     | 38     |
| «Реал Ов'єдо»     | 1932/33           | D-2               | 18        | 24-Б      | 2     | 2     | 3       | 11      | 23     | 37     |
| «Реал Ов'єдо»     | 1933/34           | D-1               | 18        | 27-Б      | 6     | 9     | 8       | 24      | 32     | 60     |
| «Реал Ов'єдо»     | 1934/35           | D-1               | 22        | 26-Б      | 2     | 1     | 3       | 7       | 27     | 34     |
| «Реал Ов'єдо»     | 1935/36           | D-1               | 21        | 27-Б      | 2     | 2     | 8       | 17      | 31     | 46     |
| «Реал Ов'єдо»     | Всього            | Всього            | 113       | 141       | 15    | 16    | 32      | 73      | 160    | 230    |
| «Еускаді»         | 1938/39           | D-1               | 8         | 17        | -     | -     | -       | -       | 8      | 17     |
| «Сан-Лоренсо»     | 1939              | D-1               | 25        | 34        | -     | -     | 3       | 1       | 28     | 35     |
| «Сан-Лоренсо»     | 1940              | D-1               | 34        | 33-Б      | -     | -     | -       | -       | 29     | 38     |
| «Сан-Лоренсо»     | 1941              | D-1               | 30        | 24        | -     | -     | 3       | 0       | 33     | 24     |
| «Сан-Лоренсо»     | 1942              | D-1               | 27        | 15        | -     | -     | 3       | 0       | 30     | 15     |
| «Сан-Лоренсо»     | 1943              | D-1               | 5         | 4         | -     | -     | -       | -       | 5      | 4      |
| «Сан-Лоренсо»     | Всього            | Всього            | 121       | 110       | 0     | 0     | 9       | 1       | 130    | 111    |
| «Реал Еспанья»    | 1943/44           | D-1               | 18        | 28-Б      | 6     | 6     | -       | -       | 24     | 34     |
| «Реал Еспанья»    | 1944/45           | D-1               | 22        | 38        | 4     | 7     | 1       | 11      | 29     | 38     |
| «Реал Еспанья»    | 19445/46          | D-1               | 27        | 40-Б      | 1     | 1     | 1       | 0       | 33     | 24     |
| «Реал Еспанья»    | Всього            | Всього            | 68        | 106       | 11    | 14    | 2       | 1       | 81     | 121    |
| «Реал Ов'єдо»     | 1946/47           | D-1               | 20        | 18        | 4     | 1     | -       | -       | 24     | 19     |
| «Реал Ов'єдо»     | 1947/48           | D-1               | 9         | 5         | 4     | 2     | -       | -       | 13     | 7      |
| «Реал Ов'єдо»     | Всього            | Всього            | 29        | 23        | 8     | 3     | 0       | 0       | 37     | 26     |
| Всього В Іспанії  | Всього В Іспанії  | Всього В Іспанії  | 142       | 164       | 23    | 19    | 32      | 73      | 197    | 256    |
| Всього в Мексиці  | Всього в Мексиці  | Всього в Мексиці  | 76        | 123       | 11    | 14    | 2       | 1       | 89     | 138    |
| Всього в D-1      | Всього в D-1      | Всього в D-1      | 287       | 336       | 29    | 29    | 30      | 50      | 346    | 415    |
| Всього в D-2      | Всього в D-2      | Всього в D-2      | 52        | 61        | 5     | 4     | 13      | 25      | 70     | 90     |
| Всього за кар'єру | Всього за кар'єру | Всього за кар'єру | 339       | 397       | 34    | 33    | 43      | 75      | 416    | 505    |